# Malihabad
Malihabad é uma cidade e uma nagar panchayat no distrito de Lucknow, no estado indiano de Uttar Pradesh.

## Geografia
Malihabad está localizada a 26° 55′ N, 80° 43′ L. Tem uma altitude média de 128 metros (419 pés).

## Demografia
Segundo o censo de 2001, Malihabad tinha uma população de 15,806 habitantes. Os indivíduos do sexo masculino constituem 53% da população e os do sexo feminino 47%. Malihabad tem uma taxa de literacia de 52%, inferior à média nacional de 59.5%: a literacia no sexo masculino é de 59% e no sexo feminino é de 45%. Em Malihabad, 16% da população está abaixo dos 6 anos de idade.